# Watersmeet (Míchigan)
Watersmeet es un lugar designado por el censo ubicado en el condado de Gogebic en el estado estadounidense de Míchigan. En el Censo de 2010 tenía una población de 428 habitantes y una densidad poblacional de 17,95 personas por km².

## Geografía
Watersmeet se encuentra ubicado en las coordenadas 46°17′43″N 89°12′22″O / 46.29528, -89.20611. Según la Oficina del Censo de los Estados Unidos, Watersmeet tiene una superficie total de 23.84 km², de la cual 23.83 km² corresponden a tierra firme y (0.05%) 0.01 km² es agua.

## Demografía
Según el censo de 2010, había 428 personas residiendo en Watersmeet. La densidad de población era de 17,95 hab./km². De los 428 habitantes, Watersmeet estaba compuesto por el 67.52% blancos, el 0.23% eran afroamericanos, el 29.44% eran amerindios, el 0% eran asiáticos, el 0% eran isleños del Pacífico, el 0% eran de otras razas y el 2.8% pertenecían a dos o más razas. Del total de la población el 1.4% eran hispanos o latinos de cualquier raza.